# Ahmet Kurtcebe Alptemoçin
Ahmet Kurtcebe Alptemoçin, né le 27 janvier 1940 à Istanbul, est un homme politique turc, ancien ministre.
Il est diplômé de la faculté de génie de l'Université technique du Moyen-Orient. Il est député de Bursa sur la liste de Parti de la mère patrie entre 1983-1991. Il est ministre d'État (1983-1984), ministre des finances et des douanes (1984-1989) et ministre des affaires étrangères (1990-1991). Il est marié et a un enfant. Il parle l'anglais, l'italien.